# 施泰因哈根 (罗斯托克县)
施泰因哈根（德語：Steinhagen）是德国梅克伦堡-前波美拉尼亚州的市镇，隶属于罗斯托克县。总面积为10.14平方千米，截至2020年总人口为688人。